# Cheval et Poney
Cheval et Poney (stylisé Cheval & Poney) ou Pferd und Pony en allemand est une série de jeux vidéo en rapport avec l'équitation.

## Titres
PC
- 2004 : Cheval et Poney : Poney Rancher
- 2004 : Cheval et Poney : Mon centre équestre
- 2006 : Cheval et Poney : Mon cheval virtuel

Nintendo DS
- 2008 : Cheval et Poney : Best Friends - Mon cheval
- 2008 : Cheval et Poney : Mon haras[1]
- 2009 : Cheval et Poney : Mon haras 2 : Une vie avec les chevaux

Wii
- 2009 : Cheval et Poney : Mon haras - Une vie avec les chevaux

Nintendo 3DS
- 2012 : Cheval et Poney : Mon poulain 3D
- 2012 : Cheval et Poney : Mon haras 3D - Tous en selle[2]
- 2013 : Cheval et Poney : Mon haras 3D - Au galop vers l'aventure
- 2013 : Cheval et Poney : Mon cheval western 3D
- 2014 : Cheval et Poney : Ma vie de championne 3D
- 2014 : Cheval et Poney : Ma vie avec les chevaux 3D
- 2014 : Cheval et Poney : Ma vie de soigneur de chevaux 3D
- 2015 : Horse and Foal: Best Friends - My Horse 3D

## Jeux associés
Game Boy Advance
- 2003 : Alexandra Ledermann (Pferd und Pony: Mein Pferdehof en Allemagne)
- 2005 : Alexandra Ledermann : Aventures au galop (Pferd und Pony: Mein Gestüt en Allemagne)
- 2005 : Let's Ride! Sunshine Stables (Pferd und Pony: Mein Pferdehof en Allemagne)
- 2005 : Let's Ride! Dreamer (Pferd und Pony: Lass uns reiten 2 en Allemagne)
- 2007 : Let's Ride! Friends Forever (Pferd und Pony: Best Friends - Mein Pferd en Allemagne)